# 雷茨 (自由邦省)

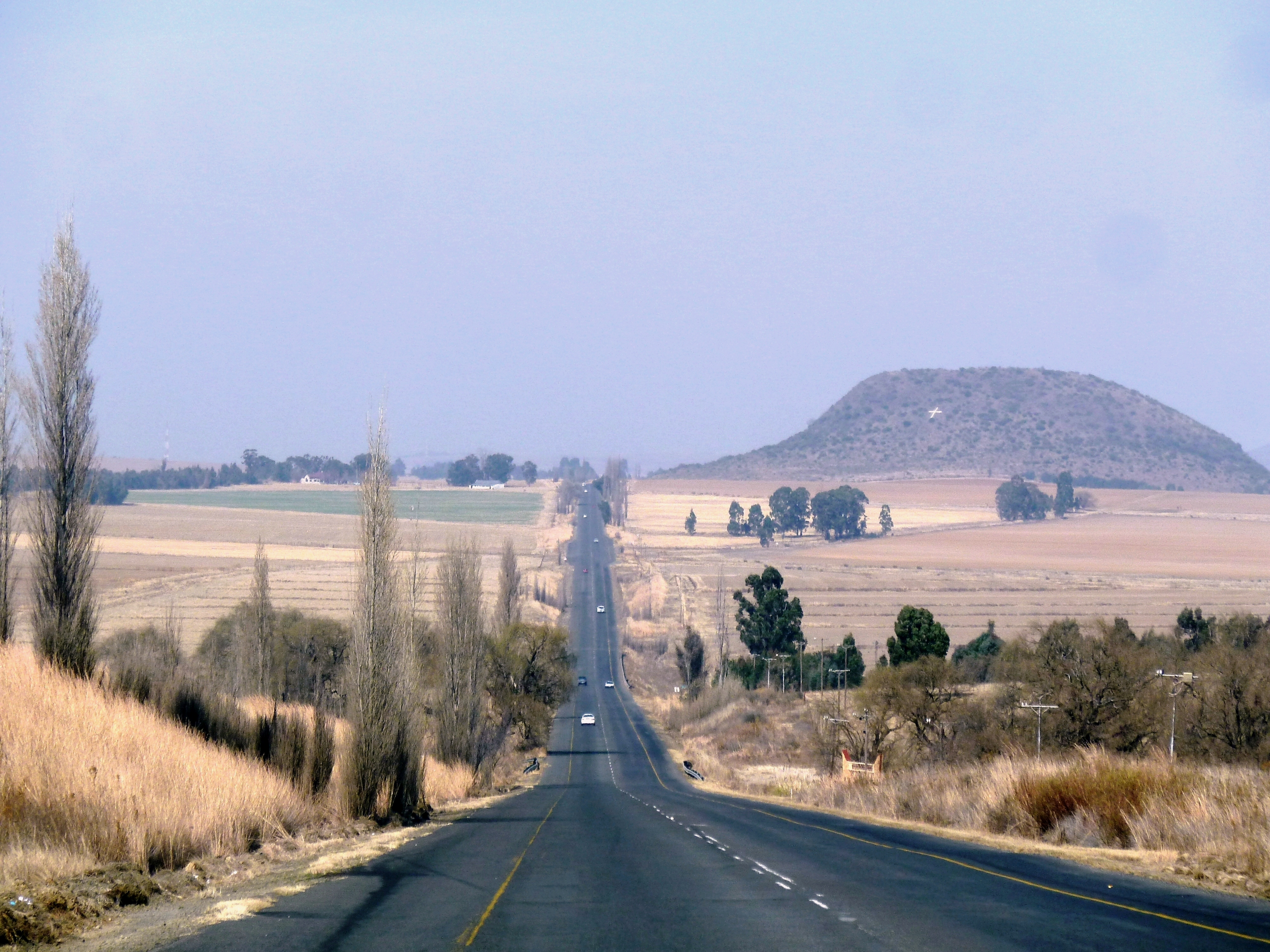
雷茨

雷茨（Reitz）是南非的城鎮，位於該國東北部，由自由邦省負責管轄，始建於1890年，面積6.51平方公里，海拔高度1,630米，2001年人口1,781，人口密度每平方公里270人。	

## 外部連結
- https://web.archive.org/web/20090206235601/http://www.routes.co.za/fs/reitz/index.html